# Publikationsbias
Der Publikationsbias, auch Publikationsverzerrung, ist die statistisch verzerrte (engl. bias [ˈbaɪəs]) Darstellung der Datenlage in wissenschaftlichen Zeitschriften infolge einer bevorzugten Veröffentlichung von Studien mit „positiven“ bzw. signifikanten Ergebnissen. Er wurde 1959 von dem Statistiker Theodore Sterling beschrieben. Positive Befunde sind leichter zu publizieren als solche mit „negativen“, also nicht-signifikanten Ergebnissen und sind zudem häufiger in Fachzeitschriften mit hohem Einflussfaktor veröffentlicht.

## Beschreibung
Synonym zu Publikationsbias wird häufig auch der Begriff File Drawer Problem („Schubladenproblem“) verwendet, den der Psychologe Robert Rosenthal 1979 geprägt hatte. Damit wird das mit dem Publikationsbias verwandte Phänomen beschrieben, dass Forscher zunehmend ihre nicht signifikanten Ergebnisse erst gar nicht mehr zur Veröffentlichung einreichen, sondern gleich in der Schublade verschwinden lassen.
Aufgrund der erhöhten Häufigkeit positiver Ergebnisse kann in der Medizin etwa die Wirksamkeit von Therapien überschätzt werden, da Studien mit nachgewiesener Wirksamkeit leichter zu publizieren sind als solche, die die Wirksamkeit nicht nachweisen können. Dies ist besonders relevant, wenn aufgrund der bereits publizierten Datenlage anhand einer Metaanalyse Therapieempfehlungen generiert werden sollen. Der Verdacht auf einen Publikationsbias kann durch das Erstellen eines Funnel-Plots erhärtet werden.
Auch Interessenkonflikte können zu einem Publikationsbias führen, insbesondere wenn wirtschaftliche Interessen eine Rolle spielen. In der medizinischen Arzneimittelforschung wurde bei Antidepressiva herausgefunden, dass die in Zeitschriften publizierten Artikel einen positiveren Tenor hatten als die bei der amerikanischen Zulassungsbehörde FDA eingereichten Zulassungsdossiers. Ein möglicher Grund ist hier ein wirtschaftliches Interesse, zum Beispiel ist eine Pharmafirma, die eine Studie gesponsert hat, deutlich interessierter an der Publikation positiver Ergebnisse zu ihren Produkten als an negativen Ergebnissen.
Aus den genannten Gründen verlangen mittlerweile einige der renommierten medizinischen Fachzeitschriften, dass alle durchgeführten Studien vorher bekannt gemacht werden müssen. Nur solche angekündigten Studien werden zur Publikation angenommen. Dies soll neben anderen Aspekten einen Überblick über die zum Thema durchgeführten Studien ermöglichen, um den Publikationsbias zumindest abschätzen zu können. Auch die Offenlegung von Interessenkonflikten der Autoren wird aus diesem Grund von vielen Fachzeitschriften verlangt, indem zum Beispiel die finanzielle Förderung durch Stiftungen, Forschungsvereine usw. angegeben wird.
Darüber hinaus gibt es bereits Fachzeitschriften (vorrangig im Internet, s. u.), die gezielt Studien mit „negativem“, d. h. im Sinne der Fragestellung nicht signifikanten Ergebnissen publizieren, darunter das Journal of Unsolved Questions. Auch die Cochrane Collaboration ist an solchen Ergebnissen sehr interessiert, um sie in ihren Analysen zu den Standards in der Medizin verwenden zu können.

## Methoden zur Bestimmung des Publikationsbias

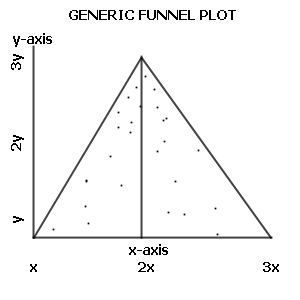
Ein sogenannter Funnel-Plot

Eine grundlegende Technik ist die Erstellung eines Funnel-Plots (wörtlich „Trichterdiagramm“, ein gebräuchlicher deutscher Begriff existiert nicht), der 1984 von dem Statistiker Richard J. Light und dem Psychologen David B. Pillemer vorgestellt wurde. Auf diesem Diagramm werden die in der Einzelstudie beobachtete Wirkung auf der x-Achse und die Präzision (je mehr Probanden oder Testobjekte, desto kleiner das Konfidenzintervall und desto höher die Präzision) auf der y-Achse eingetragen. Wenn die Punkte im Funnel-Plot symmetrisch verteilt sind, kann angenommen werden, dass sowohl „erwünschte“ als auch „unerwünschte“ Studienergebnisse veröffentlicht wurden, ein Publikationsbias also verneint werden.
Der Funnel-Plot wurde 1997 von dem Schweizer Epidemiologen Matthias Egger u. a. diskutiert und um den Egger-Test ergänzt, der eine statistisch signifikante Asymmetrie des Diagramms entweder bestätigt oder ausschließt.
Relativ neu ist die Idee, die Rückfangmethode (engl. capture-recapture method) auf Publikations-Datenbanken und andere bibliografische Quellen anzuwenden: Man sucht Artikel zu einem bestimmten Thema auf einer Datenbank, und speichert die Resultate (capture). Dieselbe Suche wird auf einer zweiten Datenbank wiederholt (recapture). Dies erlaubt die Abschätzung der wahren Anzahl Publikationen zu einem bestimmten Thema.